# Diocesi di Citro
La diocesi di Citro (in latino: Dioecesis Citrensis) è una sede soppressa e sede titolare della Chiesa cattolica.

## Storia
Citro, identificabile con Pydna in Grecia, è un'antica sede vescovile della provincia romana della Macedonia Prima nella diocesi civile omonima, suffraganea dell'arcidiocesi di Tessalonica.
La sede è piuttosto tardiva e compare solo nell'ultimo quarto del IX secolo. Nelle Notitiae Episcopatuum del patriarcato di Costantinopoli la diocesi è documentata fino al XV secolo.
Nei concili di Costantinopoli dell'869-870 e dell'879-880, che trattarono la questione del patriarca Fozio di Costantinopoli, fu presente il vescovo Germano, sostenitore del patriarca Ignazio I. Nel solo concilio di Costantinopoli dell'879-880 fu presente anche il vescovo Metodio, probabilmente sostenitore di Fozio. Panareto fu uno dei 13 testimoni che assistettero nel novembre del 996 ad un processo intentato per stabilire la proprietà di alcune terre. Un sigillo vescovile, attribuito all'XI secolo, ha restituito il nome del vescovo Costantino di Citro.
Citro è ancora oggi una metropolia della Chiesa ortodossa greca.
Dopo il 1204, in seguito alla quarta crociata, Citro fu sede di una diocesi di rito latino, come si evince da una lettera di papa Innocenzo III del 14 luglio 1208, dove però non viene menzionato il nome del vescovo latino.
Dal XIV secolo Citro è annoverata tra le sedi vescovili titolari della Chiesa cattolica; la sede è vacante dal 9 luglio 1965.

## Cronotassi

### Vescovi greci
- Germano † (prima dell'869 - dopo l'880)[3]
- Metodio † (menzionato nell'879/880)[4]
- Panareto † (menzionato nel 996/880)[5]
- Costantino † (XI secolo)[6]

### Vescovi titolari
- Alfonso † (? - 8 marzo 1363 nominato vescovo di Civita)
- Guglielmo † (1385 - circa 1405 deceduto)
- Johannes de Korbeke, O.P. † (19 febbraio 1406 - 1428 deceduto)
- Hermann von Gehrden, O.P. † (26 marzo 1431 - 9 novembre 1471 deceduto)
- Bertrand † (1465 - ?)
- Jean de Berneyo † (1467 - ?)
- Andrea di Arnstedt, O.P. † (16 giugno 1479 - ?)
- Pierre † (9 febbraio 1488 - ?)[7]
- Matelino di Lione † (1455 - ? deceduto)
- Henri Daradon, O.Carm. † (3 marzo 1490 - 1496 deceduto)[8]
- Pierre di Guynio, O.Carm. † (23 gennaio 1497 - ?)
- François Raynieri, O.F.M. † (22 dicembre 1514 - ?)
- Jean Letexerot, O.P. † (14 marzo 1519 - ?)
- François De Curia, O.F.M.Conv. † (8 agosto 1533 - ?)[9]
- Martino di Gaczah † (8 agosto 1544 - ?)
- Annibale Mazzocchio † (24 marzo 1539 - ? deceduto)
- Bartolomeo Gisselino di Mirandola † (28 aprile 1553 - ? deceduto)
- Francesco Facino † (6 ottobre 1564 - ? deceduto)
- Giovanni Battista Valier † (17 novembre 1574 - 9 agosto 1575 succeduto vescovo di Belluno)
- Abraham Śladkowski, O.P. † (2 maggio 1622 - circa 1643 deceduto)[10]
- Nicolaus Romanow Swirski † (12 dicembre 1644 - circa 1675 deceduto)
- Augustin de Serralde, O.F.M. † (23 marzo 1676 - ?)
- ...
  - José Solé y Mercadé † (29 agosto 1925 - novembre 1925 dimesso) (vescovo eletto)
- Pie Eugène Joseph Neveu, A.A. † (11 marzo 1926 - 17 ottobre 1946 deceduto)
- Adolph Marx † (6 luglio 1956 - 9 luglio 1965 nominato vescovo di Brownsville)